# Bark at the Moon
| Оценки критиков | Оценки критиков |
| Источник        | Оценка          |
| --------------- | --------------- |
| AllMusic        | [ 1 ]           |
| Martin Popoff   | 10/10           |
| Metal Observer  | 6,5/10          |

Bark at the Moon (с англ. — «Вой на Луну») — третий студийный альбом британского рок-музыканта Оззи Осборна, который был выпущен 10 декабря 1983 года. В записи альбома участвовал гитарист Джейк И. Ли, ранее игравший с Mickey Ratt, Rough Cutt и Dio.

## Об альбоме
Bark at the Moon — единственный сольный альбом Оззи Осборна, в котором авторство всех песен приписано ему одному, хотя сам Осборн в буклете своего сборника The Ozzman Cometh утверждает, что заглавная песня была написана в соавторстве с Джейком И. Ли. Слова Осборна оспаривает Боб Дэйсли, который являлся его бас-гитаристом на момент записи альбома. Дэйсли утверждает, что сочинил большую часть материала в соавторстве с Ли, а тексты впоследствии продал Осборну, чем и объясняется отсутствие Дэйсли среди авторов альбома.
Альбом был дважды переиздан: в 1995 и в 2002 годах. Первое переиздание являлось ремастерингом оригинального альбома, в то время как второе по факту являлось ремиксом, хотя в буклете об этом сказано не было. Ремикшированная версия альбома вызвала недовольство множества фанатов. Основные претензии к ремиксу: отсутствие некоторых гитарных партий, которые присутствовали на оригинальном альбоме.
Альбом достиг 19-й позиции в чарте Billboard 200 и 24-й — в UK Albums Chart.

## Список композиций
Американское и европейское издания имеют немного разные треклисты. На европейском издании отсутствует песня «Slow Down», в то время как на американском издании отсутствует трек «Spiders». Переиздания содержат обе песни. Кроме того, на европейском издании альбома песня «Centre of Eternity» была переименована в «Forever». Сам Осборн в ходе турне в поддержку альбома называл песню «Forever», что можно услышать на бутлегах с того турне.

### Издание США

#### Сторона 1
1. «Bark at the Moon» — 4:17
2. «You’re No Different» — 5:49
3. «Now You See It (Now You Don’t)» — 5:10
4. «Rock 'N' Roll Rebel» — 5:23

#### Сторона 2
1. «Centre of Eternity» — 5:15
2. «So Tired» — 4:00
3. «Slow Down» — 4:21
4. «Waiting for Darkness» — 5:14

### Издание Европы и Новой Зеландии[6]

#### Сторона 1
1. «Rock 'N' Roll Rebel» — 4:14
2. «Bark at the Moon» — 4:58
3. «You’re No Different» — 5:04
4. «Now You See It (Now You Don’t)» — 5:25

#### Сторона 2
1. «Forever» — 5:23
2. «So Tired» — 3:57
3. «Waiting for Darkness» — 5:14
4. «Spiders» — 5:11

### Переиздания 1995 и 2002 годов
1. «Bark At The Moon»
2. «You’re No Different»
3. «Now You See It (Now You Don’t)»
4. «Rock ‘n’ Roll Rebel»
5. «Centre Of Eternity»
6. «So Tired»
7. «Slow Down»
8. «Waiting For Darkness»
9. «Spiders» (на издании 1995 г. обозначена как «Spiders in the Night»)[7]
10. «One Up The 'B' Side» (только на издании 2002 г.)[8]

Сингл «Bark at the Moon» стал первым хитом Осборна в Великобритании (#21, 1983), после чего вместе с группой он выступил в телепрограмме Top Of The Pops. «So Tired» также стал успешным синглом в Великобритании. В ходе съёмок клипа на последний, Осборн поранил горло осколками взорвавшегося зеркала. В нём же Осборн играет более половины персонажей клипа.
Видео на заглавный трек было снято с участием ударника Кармина Эпписа, при этом партии ударных были исполнены другим барабанщиком, Томми Олдриджем.
Грим Оззи для обложки альбома и клипа для заглавного трека были осуществлены Грегом Кенномом.

## Участники записи[6]
- Оззи Осборн — вокал
- Джейк И. Ли — гитара, бэк-вокал
- Боб Дэйсли — бас-гитара, бэк-вокал
- Томми Олдридж — ударные
- Дон Эйри — клавишные
- Макс Норман — инженер, бэк-вокал

## Сертификации
| Регион | Сертификация  | Продажи    |
| --- | ------------- | ---------- |
| Австралия (ARIA) | Золотой       | 35 000     |
| Канада (Music Canada) | Платиновый    | 100 000^   |
| Великобритания (BPI) | Серебряный    | 60 000^    |
| США (RIAA) | 3× Платиновый | 3 000 000^ |
| ^ Данные о тиражах приведены только на основе сертификации. · Данные о продажах + прослушиваниях приведены только на основе сертификации. |               |            |